# Bihter Dumanoğlu
Bihter Dumanoğlu, née le 3 février 1995, est une joueuse de volley-ball turque. Elle joue au poste de libero.

## Carrière sportive

### Club
Le 21 avril 2021, Bihter Dumanoğlu signe un contrat de 2 ans avec l'équipe féminine de volley-ball de Galatasaray dans le championnat de Turquie féminin de volley-ball. Le 20 juin 2023, elle renouvelle son contrat pour 2 ans.

### Équipe nationale
Bihter Dumanoğlu est membre de l'équipe nationale féminine de volley-ball de Turquie,.

## Palmarès

### Équipe nationale
- Ligue européenne de volleyball féminin 2014 -